# Himmelrikets nycklar (pjäs)
Himmelrikets nycklar är ett sagospel om Sankte Per, skrivet av August Strindberg 1892. Detta vandringsdrama har en betydigt mer pessimistisk ton än Lycko-Pers resa och kan, liksom romanen I havsbandet från samma tid anses gestalta en konflikt mellan författarens nietzscheanska ateism och religiösa tendenser. Urpremiären blev först 1927 i Tyskland, och svensk premiär fick stycket så sent som 1962.